# Tōno
Tōno (japanisch 遠野市, -shi) ist eine Stadt in der Präfektur Iwate auf Honshū, der Hauptinsel von Japan.

## Lage

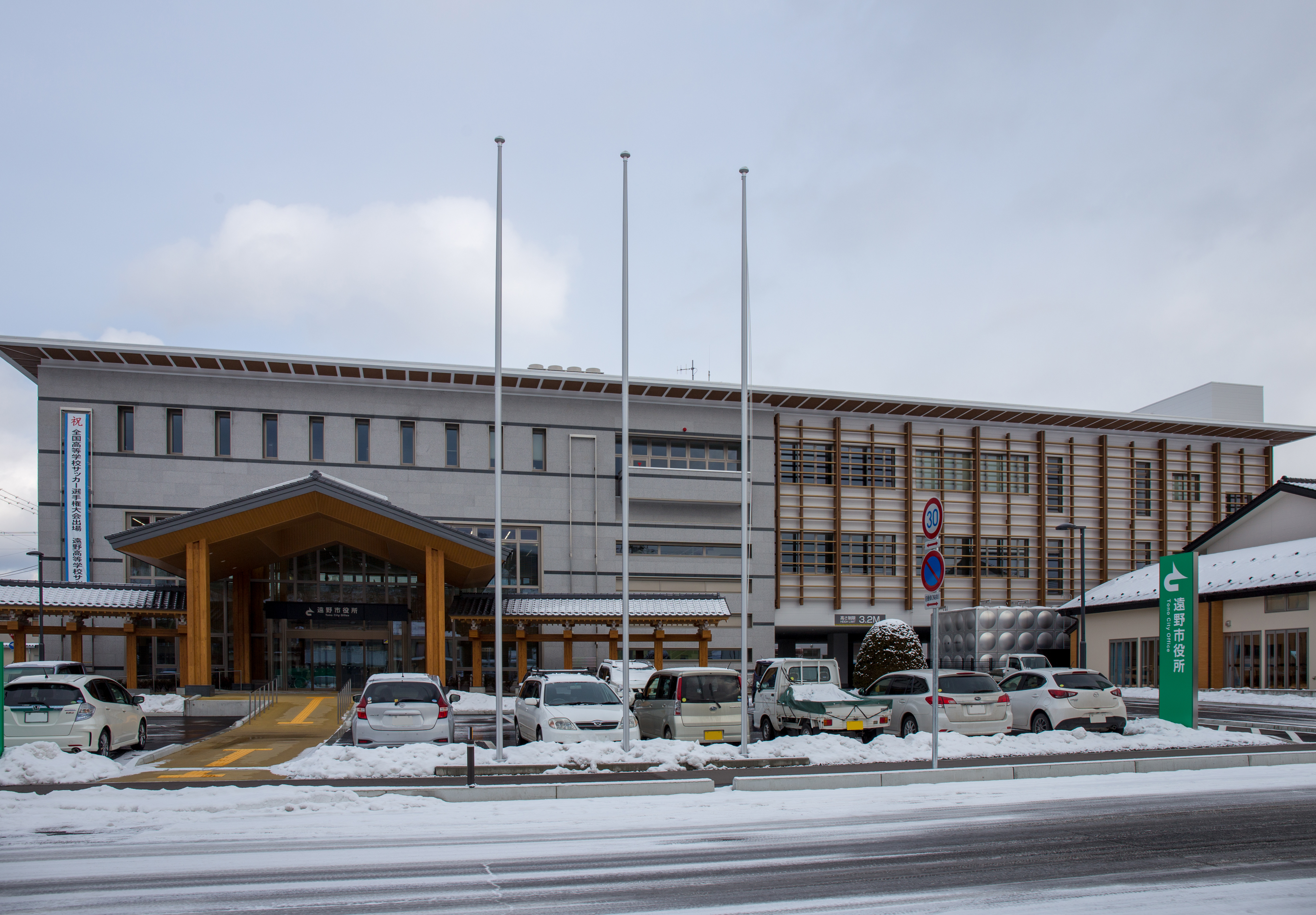
Rathaus der Präfektur Iwate Tono

Der Ort liegt in einem schmalen Tal des Kitakami-Berglandes, auf dem halben Weg zwischen der Küste und dem fruchtbaren Tal des Kitakami-Flusses.

## Geschichte
Das Gebiet der heutigen Stadt Tōno ist schon lange besiedelt und der Ort Tōno war später vor allem als Poststation von Bedeutung. Einige rechtwinklig in L-Form angelegte und mit Stroh gedeckte Häuser, sogenannte Magariya, sind erhalten und können besichtigt werden. Sie zeigen das Leben der Bauernfamilien und ihrer Pferde. Im bekanntesten, dem Magariya der Familie Chiba, lebten 25 Personen mit 20 Pferden.
Die kreisangehörige Gemeinde (chō) Tōno wurde erst am 1. Dezember 1954 gegründet. Die kreisfreie Stadt (shi) Tōno entstand am 1. Oktober 2005 durch den Zusammenschluss des Dorfes (mura) Miyamori (宮守村, -mura) aus dem Landkreis Kamihei mit der Gemeinde Tōno. Bei den nach dem Zusammenschluss durchgeführten Gemeindewahlen wurde Honda Toshiaki als Bürgermeister im Amt bestätigt.

## Verkehrsanbindung

### Straßenverkehr
Tōno ist normalerweise innerhalb einer Stunde Fahrzeit von den meisten wichtigen Punkten in Iwate aus zu erreichen. Die Nationalstraße 396 führt nach Morioka, die Nationalstraße 283 nach Hanamaki im Westen und nach Kamaishi im Osten, Nationalstraße 107 nach Kitakami und die Nationalstraße 340 führt nach Miyako im Nordosten und nach Ōfunato im Südwesten. Die Nationalstraße 283, die nahe dem Stadtzentrum durch Tōno führt, ist den Einheimischen als Umgehung bekannt und ist in den letzten Jahren nachhaltig ausgebaut worden.
Tōno wird auch an die zurzeit im Bau befindliche Kamaishi-Autobahn angeschlossen werden. Im Jahr 2005 hat der Bau dieser Autobahn, die einmal von der Küste zum Anschluss an die Tohoku Expressway Autobahn nach Hanamaki führen soll, allerdings erst Tōwa erreicht.

### Bahnverkehr
Im Gebiet der Gemeinde gibt es zwölf Bahnstationen, die alle zur JR Kamaishi-Linie gehören: Iwanebashi, Miyamori, Kashiwagidaira, Masuzawa, Arayamae, Iwate-Futsukamachi, Ayaori, Tōno, Aozaki, Iwate-Kamigō, Hirakura und Ashigase. Im Stadtzentrum ist der Bahnhof Tōno zugleich der wichtigste Busbahnhof. Die meisten Festumzüge führen auch über die am Bahnhof vorbeiführende Straße.

## Bildung
Es gibt drei Oberschulen in Tōno, die der Aufsicht der Erziehungsbehörde der Präfektur Iwate unterliegen. Die Oberschule Tōno bietet eine akademische Ausbildung, während die Oberschule Tōno Ryokuhō und die Tōno Business Information Senior High School berufsbezogen ausbilden.
Im Jahr 2005 gab es neun städtische Mittelschulen: Aozasa, Ayaori, Kamigō, Miyamori, Ōide, Otomo, Tōno, Tsuchibuchi und Tsukimoushi.
Darüber hinaus existieren in der Stadt zwölf Grundschulen: Aozasa, Ayaori, Kamigō, Masuzawa, Miyamori, Ōide, Otomo, Tassobe, Tōno, Tōno Kita (Tōno-Nord), Tsuchibuchi und Tsukimoushi.
Da die Zahl der Schüler beständig zurückgeht, werden wohl einige dieser Schulen in naher Zukunft zusammengelegt oder geschlossen werden.
Seit 1990 unterhalten die Oberschulen in Tōno das Schulaustauschprogramm School Partners Abroad mit der Chattanooga School for the Arts & Sciences (CSAS) in Chattanooga (Tennessee). Am Ende des japanischen Schuljahres im März besucht eine Delegation von Oberschülern aus Tōno Chattanooga und der Gegenbesuch der Schüler der CSAS findet im Sommer statt. Die Stadt Tōno unterstützt diesen Austausch und organisiert auch einen Austausch von Schülern der Mittelschule mit der CSAS und der Chattanooga School for the Liberal Arts (CSLA), jeweils einige Wochen vor den Oberschülern.

## Städtepartnerschaften
Seit 1984 unterhält Tōno eine Städtepartnerschaft mit Salerno in Italien. Außerdem bestehen mit drei japanischen Städten derartige Vereinbarungen:
- Mitaka in der Metropolregion Tokio, seit 1989
- Musashino, in der Metropolregion von Tokio, seit 1988
- Kikuchi, in der Präfektur Kumamoto, seit 1998: der Familienname Kikuchi ist in Tōno außergewöhnlich häufig.

## Folklore
Tōno ist in ganz Japan für das Sammelwerk Tōno Monogatari (遠野物語; Geschichten aus Tōno) bekannt, das zwischen 1908 und 1910 von Yanagita Kunio und Sasaki Kizen verfasst wurde. Das Buch wird heute als eines der wichtigsten Werke der Forschung über japanische Folklore betrachtet und war auch die Vorlage für den 1982 entstandenen Film mit gleichem Namen. In einigen dieser Geschichten treten Yōkai wie der Kappa und der Bake-zōri auf. Ein Gewässer in Tōno, an dem diese Wassergeister leben sollen, ist als Kappa-buchi bekannt. Das Buch stellt außerdem den Beginn der wissenschaftlichen Beschäftigung mit Märchen dar und prägte sogar den Begriff für diese bis dato in Japan wenig beachtete Erzählgattung.
Das Maskottchen der Stadt ist Karin-chan, eine Kappa-Dame, die eine Glockenblume hält. Sie wird üblicherweise gehend vor einem Magariya – dem Poststationshaus – abgebildet.

## Angrenzende Städte und Gemeinden
- Kamaishi
- Hanamaki
- Ōshū
- Ōtsuchi
- Sumita
- Kawai